# Heidelberg Hotel
Das Heidelberg Hotel, auch bekannt als Hilton Baton Rouge Capitol Center, ist ein Hotel und Baudenkmal in Baton Rouge, der Hauptstadt des US-Bundesstaats Louisiana. 

## Architektur
Das Gebäude ist zehn Stockwerke hoch und stilistisch ungefähr der Neuromanik zuzuordnen. Obwohl das Hotel im Verlaufe der Geschichte einige Umbauten erfuhr, hat es die meisten seiner architektonisch bedeutsamen Charakteristika beibehalten. Daher wirkt das Gebäude von der äußeren Form her immer noch wie ein für die 1920er Jahre stiltypisches eklektizistisches Hochhaus. Der mit Ziegelstein verkleidete Stahlskelettbau hatte ursprünglich im Erdgeschoss ein zentrales Foyer mit mehreren Nebenräumen und eine Bar, während im obersten Stockwerk ein großer Ballsaal lag.

## Geschichte
Es wurde 1927 durch den Architekten Edward F. Neild erbaut und bildete damals eine Hauptattraktion der Downtown von Baton Rouge. Während seiner Amtszeit als Gouverneur von Louisiana suchte Huey Long für sich das größte Hotelzimmer der Stadt, das im Heidelberg Hotel lag, als Wohnsitz aus. In der Funktion als Longs inoffizielles Hauptquartier entwickelte sich das Hotel bald zu einem politischen Zentrum Louisianas, das nur von der Legislative des Bundesstaats übertroffen wurde. Den größten Teil seiner Autobiographie Every Man a King verfasste er in seiner Suite im Heidelberg Hotel.
Am 10. Mai 1982 wurde das Heidelberg Hotel als Baudenkmal in das National Register of Historic Places aufgenommen. Am 5. August 2008 wurde die Denkmalschutzzone um das in unmittelbarer Nachbarschaft liegende Hotel King erweitert.